# Jiaoqi (köpinghuvudort i Kina, Hunan Sheng, lat 29,65, long 112,08)
Jiaoqi är en köpinghuvudort i Kina. Den ligger i provinsen Hunan, i den södra delen av landet, omkring 180 kilometer nordväst om provinshuvudstaden Changsha. Antalet invånare är 17 485. Befolkningen består av 8 843 kvinnor och 8 642 män. Barn under 15 år utgör 13,0 %, vuxna 15-64 år 74 %, och äldre över 65 år 12,0 %.
Runt Jiaoqi är det tätbefolkat, med 511 invånare per kvadratkilometer. Närmaste större samhälle är Xiaodukou, 16,5 km väster om Jiaoqi. Trakten runt Jiaoqi består till största delen av jordbruksmark.
Genomsnittlig årsnederbörd är 1 563 millimeter. Den regnigaste månaden är maj, med i genomsnitt 235 mm nederbörd, och den torraste är december, med 28 mm nederbörd.